# Jarmelo São Pedro
Jarmelo São Pedro es una freguesia portuguesa del municipio de Guarda, distrito de Guarda.

## Otras denominaciones
La freguesia también es conocida por los nombres de Jarmelo (São Pedro) y São Pedro do Jarmelo.

## Historia
Junto con la freguesia de São Miguel do Jarmelo, formó parte de la antigua vila de Jarmelo, sede de un municipio extinguido el 31 de diciembre de 1855, en cuya fecha ambas pasaron al municipio de Guarda. 
El 28 de enero de 2013 la freguesia de Gagos fue suprimida en aplicación de una resolución de la Asamblea de la República de Portugal promulgada el 16 de enero de 2013, al pasar a formar parte de esta freguesia.

## Demografía
| Gráfica de evolución demográfica de Jarmelo São Pedro entre 2011 y 2021 |
|                                                                         |
| Datos según el nomenclátor publicado por el INE portugués.              |